# Regió econòmica Volgo-Viatski

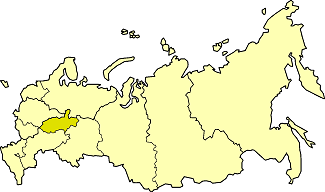
La regió econòmica Volgo-Viatski al mapa de Rússia.

La regió econòmica Volgo-Viatski (en rus: Во́лго-Вя́тский экономи́ческий райо́н; volgo-viatski ekonomítxeski raion) és una de les dotze regions econòmiques de Rússia. Les ciutats més importants són Nijni Nóvgorod, Kírov, Txeboksari, Saransk i Ioixkar-Olà. Té una superfície de 265.400 km² amb un 70% de la població en àrees urbanes.

## Composició
- Óblast de Kírov
- República de Txuvàixia
- República de Marí El
- República de Mordòvia
- Óblast de Nijni Nóvgorod